# Инженерные системы
Инженерные системы (англ. technical building system) — системы здания или сооружения, предназначенные для жизнеобеспечения, выполнения технологических процессов, поддержания комфорта, энерго- и ресурсосбережения, обеспечения безопасности.
Примеры инженерных систем - отопление, вентиляция, канализация, водоснабжение, электрические сети, пожарная сигнализация.